# Farmacoepidemiología
La Farmacoepidemiología es el estudio de la utilización de los medicamentos y sus efectos en grandes poblaciones. Sus fundamentos proceden de la farmacología clínica y de la epidemiología. Más concretamente, aplica los métodos epidemiológicos para analizar el uso de los medicamentos.
La farmacoepidemiología comenzó a desarrollarse en los EE. UU. en la década de 1960 con los programas de monitorización de reacciones adversas a los medicamentos en los hospitales como el Johns Hopkins Hospital and the Boston Collaborative Drug Surveillance Program que consistieron en estudios de cohortes que exploraron los efectos a corto plazo de medicamentos en los hospitales.
Los farmacoepidemiólogos deben tener una fuerte base en métodos epidemiológicos. Los estudios epidemiológicos pueden tener múltiples diseños: Informes de casos, series de casos, ecológicos, casos y controles, cohortes y por último, los estudios experimentales o ensayos clínicos aleatorizados. Según como se recojan los datos los estudios epidemiológicos pueden ser: retrospectivos, prospectivos y transversales.
La Fundación Institut Català de Farmacologia es Centro Colaborador de la OMS para la Enseñanza y la Investigación en Farmacoepidemiología